# جکی (فیلم ۲۰۱۰)
جکی (به انگلیسی: Jackie) فیلمی محصول سال ۲۰۱۰ و به کارگردانی دنیا سوری است. در این فیلم بازیگرانی همچون پونیت راجکومار، بهاوانا، هارشیکا پ. ناچا، رانگایانا راغو ایفای نقش کرده‌اند.